# Jugala Jaya
Jugala Jaya is een bestuurslaag in het regentschap Bogor van de provincie West-Java, Indonesië. Jugala Jaya telt 5021 inwoners (volkstelling 2010).